# Laurent Capet
Laurent Capet est un joueur puis entraîneur-joueur français de volley-ball d'origine polonaise. Ses grands-parents ont immigré dans le Pas-de-Calais (Angres) pour travailler dans les mines de charbon.  Il est né le 5 mai 1972 à Dieppe (Seine-Maritime). Il mesure 2,02 m et jouait attaquant. Il totalise 300 sélections en équipe de France.

## Parcours en tant que joueur

### Clubs
| Club               | De        | À         |
| ------------------ | --------- | --------- |
| Paris UC           | 1992-1993 | 1997-1998 |
| Paris Volley       | 1998-1999 | 1998-1999 |
| Tourcoing LM       | 1999-2000 | 2006-2007 |
| Harnes Volley-Ball | 2007-2008 | 2007-2008 |

### Palmarès
- Championnat d'Europe
  - Finaliste : 2003
- Championnat de France (3)
  - Vainqueur : 1996, 1997, 1998
  - Finaliste : 1995, 1999, 2001, 2002
- Coupe de France (2)
  - Vainqueur : 1997, 1999
  - Finaliste : 1993, 1994, 2002, 2005, 2007

## Parcours en tant qu'entraîneur

### Clubs
| Club               | Pays   | De        | À         | Qualité   |
| Harnes Volley-Ball | France | 2007-2008 | 2008-2009 | Principal |

### Palmarès
Néant.